# E-Rotic/Diskografie
Diese Diskografie ist eine Übersicht über die musikalischen Werke der deutschen Eurodance-Musikgruppe E-Rotic. Den Schallplattenauszeichnungen zufolge hat sie mehr als eine Million Tonträger verkauft, davon alleine in ihrer Heimat über 750.000. Ihre erfolgreichste Veröffentlichung in den deutschen Singlecharts ist die Single Fred Come to Bed, die auf Platz drei kam, und in den finnischen Musikcharts sogar Platz eins erreichte.

## Alben

### Studioalben
| Jahr | Titel                   | Höchstplatzierung, Gesamtwochen, AuszeichnungChartplatzierungen (Jahr, Titel, Platzierungen, Wochen, Auszeichnungen, Anmerkungen) | Höchstplatzierung, Gesamtwochen, AuszeichnungChartplatzierungen (Jahr, Titel, Platzierungen, Wochen, Auszeichnungen, Anmerkungen) | Höchstplatzierung, Gesamtwochen, AuszeichnungChartplatzierungen (Jahr, Titel, Platzierungen, Wochen, Auszeichnungen, Anmerkungen) | Höchstplatzierung, Gesamtwochen, AuszeichnungChartplatzierungen (Jahr, Titel, Platzierungen, Wochen, Auszeichnungen, Anmerkungen) | Anmerkungen |
| Jahr | Titel                   | DE | AT | CH | UK | Anmerkungen |
| ---- | ----------------------- | --- | --- | --- | --- | --- |
| 1995 | Sex Affairs             | DE15 (16 Wo.)DE | AT15 (16 Wo.)AT | CH26 (11 Wo.)CH | — | Erstveröffentlichung: 29. Mai 1995 Gesang: Lyane Leigh                                                               |
| 1996 | The Power of Sex        | DE47 (8 Wo.)DE | AT18 (9 Wo.)AT | CH18 (8 Wo.)CH | — | Erstveröffentlichung: 27. Juni 1996 Gesang: Lyane Leigh                                                              |
| 1997 | Sexual Madness          | — | — | — | — | Erstveröffentlichung: 13. Mai 1997 Gesang: Lyane Leigh                                                               |
| 1997 | Thank You for The Music | DE93 (1 Wo.)DE | — | — | — | Erstveröffentlichung: 17. Oktober 1997 Gesang: Lyane Leigh                                                           |
| 1999 | Mambo No. Sex           | — | — | — | — | Erstveröffentlichung: März 1999 Gesang: Lyane Leigh in Japan und Russland als Kiss Me veröffentlicht                 |
| 2000 | Missing You             | — | — | — | — | Erstveröffentlichung: 17. April 2000 Gesang: Lydia Pockaj in Japan und Russland als Gimme Gimme Gimme veröffentlicht |
| 2001 | Sexual Healing          | — | — | — | — | Erstveröffentlichung: 9. Mai 2001 Gesang: Lydia Pockaj                                                               |
| 2001 | Sex Generation          | — | — | — | — | Erstveröffentlichung: 26. November 2001 Gesang: Lydia Pockaj                                                         |
| 2003 | Cocktail E-Rotic        | — | — | — | — | Erstveröffentlichung: 9. Juli 2003 Gesang: Lydia Pockaj                                                              |
| 2024 | Level Up                | — | — | — | — | Erstveröffentlichung: 27. September 2024                                                                             |

### Kompilationen
- 1998: Greatest Tits
- 2000: E-Rotic Megamix (nur in Japan)
- 2001: The Very Best Of (nur in Japan)
- 2002: The Collection (nur in Japan)
- 2003: Total Recall
- 2024: The Hits (Best of)

## Singles

### Als Leadmusiker
| Jahr | Titel Album                                       | Höchstplatzierung, Gesamtwochen, AuszeichnungChartplatzierungen (Jahr, Titel, Album, Platzierungen, Wochen, Auszeichnungen, Anmerkungen) | Höchstplatzierung, Gesamtwochen, AuszeichnungChartplatzierungen (Jahr, Titel, Album, Platzierungen, Wochen, Auszeichnungen, Anmerkungen) | Höchstplatzierung, Gesamtwochen, AuszeichnungChartplatzierungen (Jahr, Titel, Album, Platzierungen, Wochen, Auszeichnungen, Anmerkungen) | Höchstplatzierung, Gesamtwochen, AuszeichnungChartplatzierungen (Jahr, Titel, Album, Platzierungen, Wochen, Auszeichnungen, Anmerkungen) | Anmerkungen                                         |
| Jahr | Titel Album                                       | DE | AT | CH | UK | Anmerkungen                                         |
| ---- | ------------------------------------------------- | --- | --- | --- | --- | --------------------------------------------------- |
| 1994 | Max Don’t Have Sex with Your Ex Sex Affairs       | DE7 Gold · (22 Wo.)DE | AT12 (12 Wo.)AT | CH14 (14 Wo.)CH | UK45 (2 Wo.)UK | Erstveröffentlichung: 23. Juni 1994                 |
| 1995 | Fred Come to Bed Sex Affairs                      | DE3 Gold · (18 Wo.)DE | AT5 (14 Wo.)AT | CH6 (16 Wo.)CH | UK90 (1 Wo.)UK | Erstveröffentlichung: 1. März 1995                  |
| 1995 | Sex on the Phone Sex Affairs                      | DE6 (14 Wo.)DE | AT2 (14 Wo.)AT | CH30 (8 Wo.)CH | — | Erstveröffentlichung: 6. Juni 1995                  |
| 1995 | Willy Use a Billy...Boy The Power of Sex          | DE11 Gold · (16 Wo.)DE | AT5 (12 Wo.)AT | CH20 (9 Wo.)CH | — | Erstveröffentlichung: 4. Oktober 1995               |
| 1996 | Help Me Dr. Dick The Power of Sex                 | DE23 (12 Wo.)DE | AT18 (8 Wo.)AT | — | — | Erstveröffentlichung: 10. Januar 1996               |
| 1996 | Fritz Love My Tits The Power of Sex               | DE28 (7 Wo.)DE | AT16 (9 Wo.)AT | CH35 (2 Wo.)CH | — | Erstveröffentlichung: 28. Mai 1996                  |
| 1997 | The Winner Takes It All Thank You for the Music   | DE84 (4 Wo.)DE | — | — | — | Erstveröffentlichung: 8. August 1997 Original: ABBA |
| 2003 | Max Don’t Have Sex with Your Ex 2003 Total Recall | DE86 (1 Wo.)DE | — | — | — | Erstveröffentlichung: 20. Juli 2003                 |

Weitere Singles
- 1996: Gimme Good Sex
- 1997: Turn Me On
- 1997: Thank You for the Music
- 1998: Die geilste Single der Welt (nur in Deutschland, Österreich und der Schweiz veröffentlicht)
- 1998: Baby Please Me
- 1999: Oh Nick Please Not So Quick (nur in Japan und Russland als Single veröffentlicht)
- 1999: Kiss Me
- 1999: Mambo No. Sex
- 2000: Queen of Light
- 2000: Don‘t Make Me Wet
- 2001: Billy Jive (With Willy‘s Wife)
- 2001: King Kong
- 2002: Mi Amante (unter dem Namen „e.R.“ veröffentlicht)
- 2016: Video Starlet
- 2018: Mr. Mister
- 2020: Max Don‘t Have Sex With Your Ex – Reboot 21
- 2021: Murder Me ’21
- 2021: Head Over Heels
- 2021: Heaven Can Wait
- 2023: My Heart is Ticking Like a Bomb
- 2023: My Heart is Ticking Like a Bomb (Remix)
- 2024: Maxxx (zusammen mit Molow und Des3ett)
- 2024: The Winner Takes It All (Neue Version)
- 2024: You Hooked Me Up
- 2024: Let’s Get It Started
- 2024: Out of My Life

### Als Gastmusiker
| Jahr | Titel Album    | Höchstplatzierung, Gesamtwochen, AuszeichnungChartplatzierungen (Jahr, Titel, Album, Platzierungen, Wochen, Auszeichnungen, Anmerkungen) | Höchstplatzierung, Gesamtwochen, AuszeichnungChartplatzierungen (Jahr, Titel, Album, Platzierungen, Wochen, Auszeichnungen, Anmerkungen) | Höchstplatzierung, Gesamtwochen, AuszeichnungChartplatzierungen (Jahr, Titel, Album, Platzierungen, Wochen, Auszeichnungen, Anmerkungen) | Höchstplatzierung, Gesamtwochen, AuszeichnungChartplatzierungen (Jahr, Titel, Album, Platzierungen, Wochen, Auszeichnungen, Anmerkungen) | Anmerkungen                                            |
| Jahr | Titel Album    | DE | AT | CH | UK | Anmerkungen                                            |
| ---- | -------------- | --- | --- | --- | --- | ------------------------------------------------------ |
| 1996 | Love Message – | DE4 (20 Wo.)DE | AT12 (12 Wo.)AT | CH12 (13 Wo.)CH | — | Erstveröffentlichung: 5. Februar 1996 mit Love Message |

## Musikvideos
| Jahr | Titel                                       |
| ---- | ------------------------------------------- |
| 1994 | Max Don’t Have Sex with Your Ex             |
| 1995 | Fred Come to Bed                            |
| 1995 | Sex on the Phone                            |
| 1995 | Willy Use a Billy...Boy                     |
| 1996 | Help Me Dr. Dick                            |
| 1996 | Fritz Love My Tits                          |
| 1996 | Gimme Good Sex                              |
| 1997 | Turn Me On                                  |
| 1997 | The Winner Takes it All                     |
| 1999 | Kiss Me                                     |
| 2001 | Billy Jive (With Willy’s Wife)              |
| 2001 | King Kong                                   |
| 2003 | Max Don’t Have Sex with Your Ex 2003        |
| 2020 | Max Don’t Have Sex with Your Ex – Reboot 21 |
| 2021 | Murder Me ’21                               |
| 2021 | Head Over Heels                             |
| 2023 | My Heart is Ticking Like a Bomb             |
| 2024 | Maxxx                                       |
| 2024 | The Winner Takes It All (Neue Version)      |
| 2024 | Out of My Life                              |

## Promoveröffentlichungen
| Jahr | Titel Album                                                                          | Anmerkungen                           |
| ---- | ------------------------------------------------------------------------------------ | ------------------------------------- |
| 2000 | Gimme Gimme Gimme Missing You / Gimme Gimme Gimme                                    | Erstveröffentlichung: Januar 2000     |
| 2001 | In the Heat of the Night Missing You / Gimme Gimme Gimme                             | Erstveröffentlichung: 2001            |
| 2016 | Murder Me (Zusätzlicher Song zur Single „Video Starlet“)                             | Erstveröffentlichung: 9. April 2016   |
| 2018 | It’s Fantastic – I’m Not Made of Plastic (Zusätzlicher Song zur Single „Mr. Mister“) | Erstveröffentlichung: 1. Februar 2018 |

## Statistik

### Chartauswertung
|                     | DE    | AT    | CH    | UK    |
| ------------------- | ----- | ----- | ----- | ----- |
| Nummer-eins-Alben   | DE—DE | AT—AT | CH—CH | UK—UK |
| Top-10-Alben        | DE—DE | AT—AT | CH—CH | UK—UK |
| Alben in den Charts | DE3DE | AT2AT | CH2CH | UK—UK |

|                       | DE    | AT    | CH    | UK    |
| --------------------- | ----- | ----- | ----- | ----- |
| Nummer-eins-Singles   | DE—DE | AT—AT | CH—CH | UK—UK |
| Top-10-Singles        | DE3DE | AT3AT | CH1CH | UK—UK |
| Singles in den Charts | DE9DE | AT6AT | CH5CH | UK2UK |

### Auszeichnungen für Musikverkäufe
| Goldene Schallplatte - Japan - 1997: für das Album Sex Affairs - 1997: für das Album The Power of Sex | Platin-Schallplatte - Finnland - 1996: für das Album Sex Affairs - 1996: für das Album The Power of Sex |

Anmerkung: Auszeichnungen in Ländern aus den Charttabellen bzw. Chartboxen sind in ebendiesen zu finden.
| Land/RegionAuszeichnungen für Musikverkäufe (Land/Region, Auszeichnungen, Verkäufe, Quellen) | Gold     | Platin     | Verkäufe | Quellen           |
| -------------------------------------------------------------------------------------------- | -------- | ---------- | -------- | ----------------- |
| Deutschland (BVMI)                                                                           | 3× Gold3 | —          | 750.000  | musikindustrie.de |
| Finnland (IFPI)                                                                              | —        | 2× Platin2 | 85.156   | ifpi.fi           |
| Japan (RIAJ)                                                                                 | 2× Gold2 | —          | 200.000  | riaj.or.jp        |
| Insgesamt                                                                                    | 5× Gold5 | 2× Platin2 |          |                   |